# Либеркур

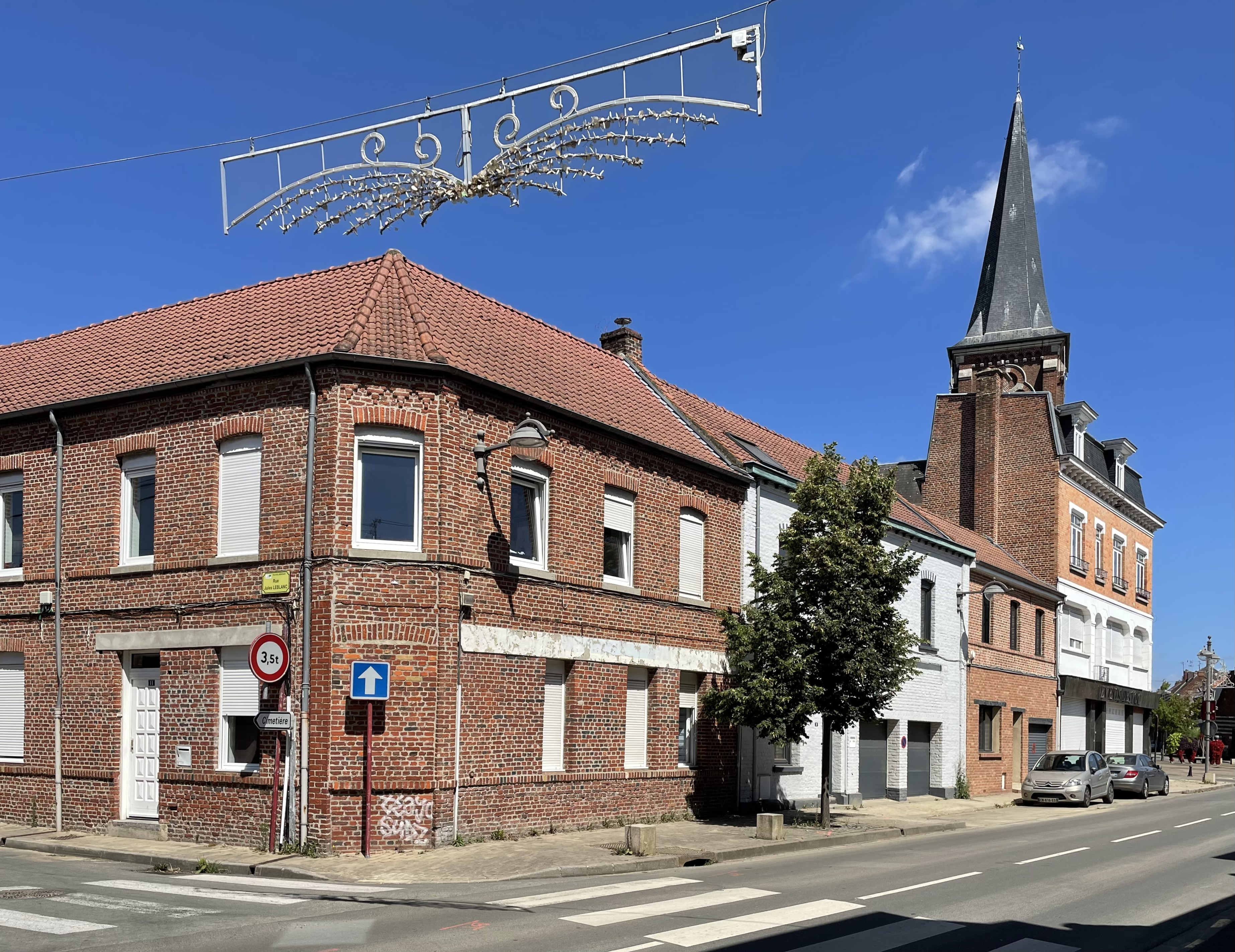
Либеркур

Либеркур (фр. Libercourt) — коммуна во Франции, регион О-де-Франс, департамент Па-де-Кале, округ Ланс, кантон Карвен. Расположена в 16 км к северо-востоку от Ланса, на автомагистрали А1 «Нор». В центре коммуны находится железнодорожная станция Либеркур линии Париж-Лилль.
До 1947 года Либеркур был районом города Карвен, отделенным от основной части города автомагистралью А1. После открытия в регионе угольных шахт Либеркур стал одним из многочисленных шахтерских городков. Со второй половины XIX века сюда приехало много поляков, искавших работу на угольных шахтах. Во время обеих мировых войн население города было подвергнуто жестким репрессиям со стороны оккупационных немецких войск.
Население (2018) — 8 337 человек.

## Достопримечательности
- Церковь Нотр-Дам XIX века
- Современная церковь Святого Анри

## Экономика
Структура занятости населения:
- сельское хозяйство — 0,0 %
- промышленность — 15,1 %
- строительство — 5,3 %
- торговля, транспорт и сфера услуг — 63,1 %
- государственные и муниципальные службы — 13,4 %

Уровень безработицы (2017) — 24,5 % (Франция в целом — 13,4 %, департамент Па-де-Кале — 17,2 %). 

Среднегодовой доход на 1 человека, евро (2017) — 17 280 (Франция в целом — 21 110, департамент Па-де-Кале — 18 610).

## Демография
Динамика численности населения, чел.

## Администрация
Пост мэра Либеркура с 2002 года занимает социалист Даниэль Масьежас (Daniel Maciejasz), член Совета департамента Па-де-Кале от кантона Карвен. На муниципальных выборах 2020 года возглавляемый им левый список был единственным.
| Период | Период | Фамилия          | Партия                  | Примечания                                         |
| ------ | ------ | ---------------- | ----------------------- | -------------------------------------------------- |
| 1971   | 1983   | Антуан Виктор    | Социалистическая партия | работник угольной компании HBNPC                   |
| 1983   | 1986   | Леон Дельфос     | Коммунистическая партия | шахтёр                                             |
| 1986   | 1995   | Самуэль Ланнуа   | Коммунистическая партия | работник угольной компании HBNPC                   |
| 1995   | 2002   | Жан-Клод Мортрё  | Социалистическая партия | шахтёр                                             |
| 2002   |        | Даниэль Масьежас | Социалистическая партия | учитель, первый вице-президент Совета департамента |

## Города-побратимы
- Яроцин, Польша